# Machetazo
A Machetazo spanyol grindcore/goregrind/death metal együttes volt. 1994-ben alakultak A Coruñában. Első nagylemezüket 2000-ben adták ki. 2014-ben feloszlottak.

## Tagok
Az utolsó felállás a következő volt:
- Dopi - dobok, éneklés (1994-2014)
- Rober - gitár, basszusgitár (2000-2014)
- Iago - basszusgitár (2013-2014)

## Diszkográfia
- Carne de cemetario (2000)
- Trono de huesos (2002)
- Sinfonías del terror ciego (2005)
- Mundo cripta (2008)
- Ruin (2013)

EP-k
- The Maggot Sessions (2003)
- Horror Grind (2004)
- Necrocovered (2010)
- Desolación Mental (2011)

Koncertalbumok
- Live at CBGB - New York City (2011)
- The Maggot Sessions II (2011)